# 抬梁式

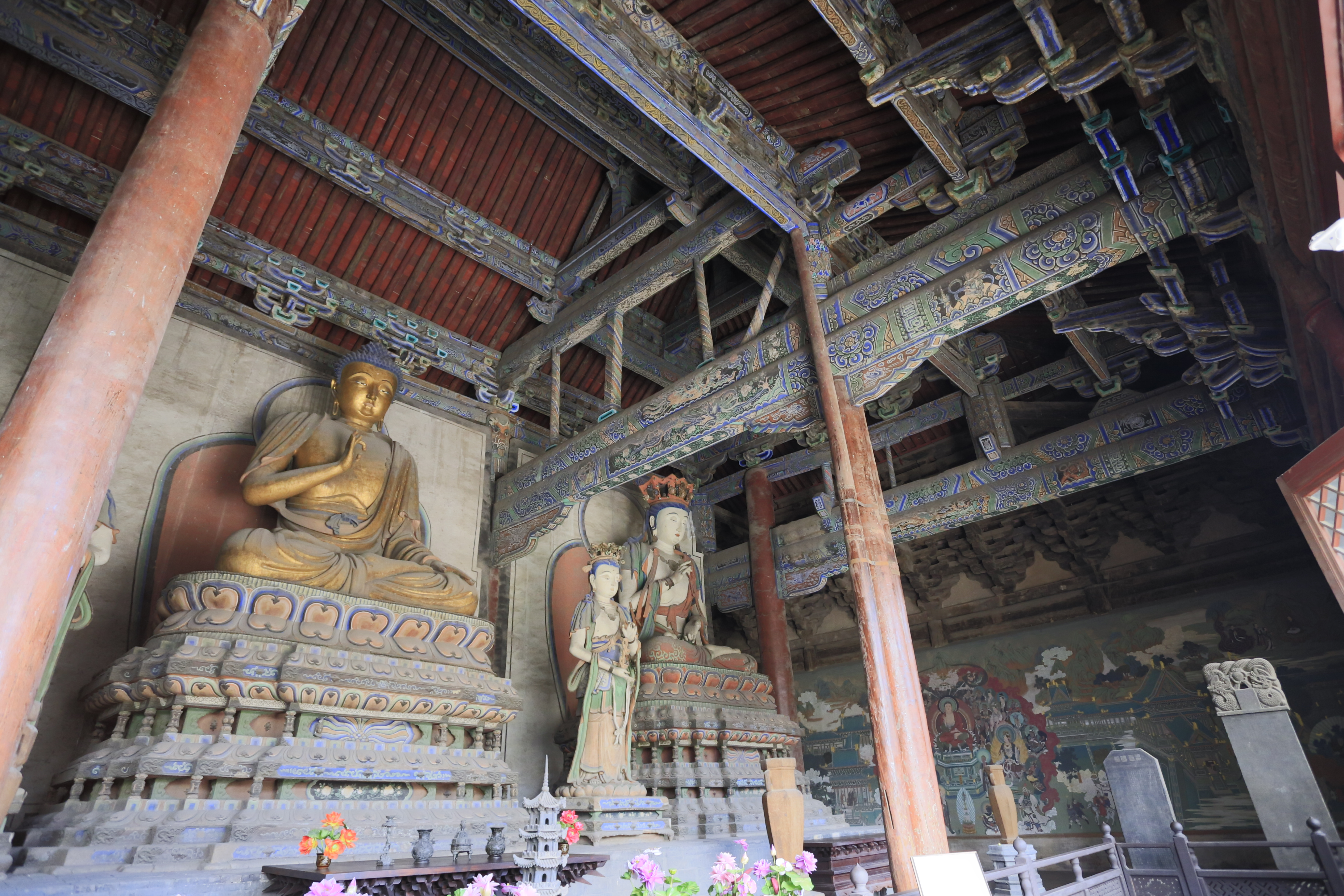
大同善化寺三圣殿的金代抬梁式梁架

抬梁式结构简称抬梁式，是東亞传统建筑大木作结构之一，中国传统建筑中是与井干式、穿斗式、干阑式并列的四种木結構，其中又以抬樑式與穿斗式最為常見。

## 特点

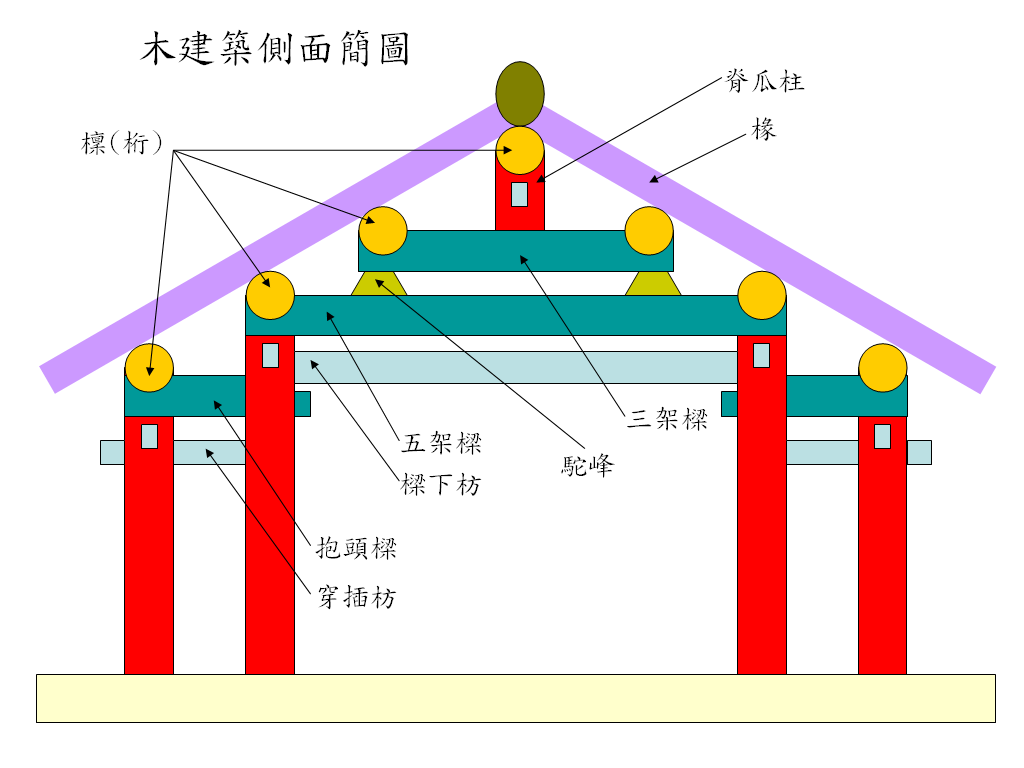
抬樑式建築示意圖

抬梁式结构的主要特征，是其按房屋由正門口至屋內延伸的方向(即與建築物正門垂直的方向，又稱進深方向)成排設柱，並於每排柱頂架樑，再於樑上排列數層短樑及矮柱。此外，在各層樑的兩端及最上層樑的頂端設檁，透過縱橫排列的樑、柱、椽、檁以支撐房屋屋面的重量。

由於抬樑式建築以樑架與柱承載建築屋面重量，為一框架形式的結構，其牆面僅有隔間或圍護的作用，可靈活更動隔間。因此，此類結構適用於宮殿、廟宇等需要寬敞內部空間的建築，並常見於北方漢民族地區。

## 宋代抬梁式结构
宋代李诫《营造法式》的大木作部分记载了抬梁式的规范，並提出殿堂型與廳堂型的兩個類型。
造梁之制有五：
- 一曰檐栿：如四椽栿及五椽栿；若四铺作以上至八铺作，并广两材两契；草栿广三材。如六椽至八椽以上栿，若四铺作至八铺作，广四材；草栿同。
- 二曰乳栿：三椽栿，若四铺作、五铺作，广两材一契；草栿广两契。六铺作以上广两材两契；草栿同。
- 三曰札牵：若四铺作至八铺作出跳，广两材；如不出跳，并不过一材一契。
- 四曰平梁：若四铺作，五铺作，广加材一倍。六铺作以上，广两材一契。
- 五曰厅堂梁栿：五椽、四椽，广不过两材一契；三椽广两材。馀屋量椽数，准此法加减。[4]